# Birgid Hanke
Birgid Hanke (* 1952) ist eine deutsche Journalistin und Sachbuchautorin.

## Leben und Werk
Birgid Hanke wurde in Nordrhein-Westfalen geboren und wuchs in Hessen auf. Nach dem Abitur studierte sie Germanistik, Politologie sowie Rechtswissenschaften an der Philipps-Universität Marburg.
Einige Jahre arbeitete sie als Reiseleiterin und Übersetzerin, lebte ab 1980 ein Jahrzehnt in Hamburg, wo sie sich schließlich 1988 als freie Autorin und Journalistin selbstständig machte. Ein Schwerpunkt ihrer Tätigkeit bildete der Reisejournalismus. Beiträge von ihr erschienen in einem breiten Spektrum von Publikationsorganen von der Berliner Morgenpost bis zu Das Beste. 1990 zog Birgid Hanke nach Bremen, wo sie mit ihrem Mann Günther und ihren beiden Töchtern im Ortsteil Steintor lebt. In Bremen hat sie unter anderem im Weser-Kurier publiziert und gehörte ab Ende 2001 zum Redaktionsstab des Stadtmagazins Brillant, wo sie ihre „Bremensien“ veröffentlichte. Hanke war zudem verantwortliche Redakteurin für die Städtebilder Bremen-Danzig-Riga, einem von der Bremer Kulturbehörde geförderten interkulturellen Projekt.
Seit 1991 hat sich Birgid Hanke deutschlandweit einen Namen als Sachbuchautorin gemacht, vor allem mit Reisebänden über den norddeutschen Raum. Beginnend mit Wanderungen durch die Mark Brandenburg (1991) auf den Spuren des gleichnamigen Werks von Theodor Fontane schuf sie in den folgenden Jahren mehrere „Bildreisen“ des Ellert & Richter Verlags, wobei sie bis auf eine Ausnahme stets mit dem Fotografen Toma Babovic zusammenarbeitete. Nicht zuletzt trug sie mit diesen Bildbänden in den Jahren nach der Wiedervereinigung dazu bei, die neuen Bundesländer auch dem westdeutschen Publikum als lohnende Reiseziele näher zu bringen. Besonderen Erfolg hatte neben den mehrfach wieder aufgelegten Wanderungen der dreisprachig gestaltete Band Schönes Bremen, der erstmals 1995 erschien und bis 2012 ebenfalls mehrere Auflagen erlebte.
Im Zuge der Recherchen für ihre Bildbände war es für Hanke unerlässlich, sich mit den Lebensgeschichten und Werken bekannter historischer Persönlichkeiten auseinanderzusetzen. Das brachte sie schließlich dazu, Biografien zu verfassen. Bislang hat sie Lebensbeschreibungen über den Schriftsteller Fritz Reuter (2010), den Automobilkonstrukteur Carl Friedrich Wilhelm Borgward (2010), den Architekten Karl Friedrich Schinkel (2012) und die Kostümbildnerin Ingrid Zoré (2016) vorgelegt.
Im Sommer 2013 brachte sie mit Die Flamme der Freiheit ihren ersten historischen Roman heraus. Vor dem Hintergrund der Napoleonischen Befreiungskriege erzählt sie darin die Geschichte der Eleonore Prochaska.
Gelegentlich verfasst Hanke darüber hinaus auch Kinderbücher. Ihr erstes mit dem Titel Malinda, das Regenbogenkuscheltier erschien 2003 im Geest-Verlag. Ein Kapitel daraus wurde als Kinderballett choreografiert und aufgeführt.
Neben ihrer Tätigkeit als Autorin arbeitete Birgid Hanke unter anderem als Studienleiterin eines Fernlehrinstituts sowie als Dozentin beim Evangelischen Bildungswerk Bremen und an der Wirtschafts- und Sozialakademie der Arbeitnehmerkammer Bremen.

## Schriften (Auswahl)
- Apulien. DuMont, Köln 1991, ISBN 3-7701-2511-8.
- mit Toma Babovic (Fotos): Wanderungen durch die Mark Brandenburg. Ellert und Richter, Hamburg 1991, ISBN 3-89234-272-5.
- mit Toma Babovic (Fotos): Ostfriesland und seine Inseln. Ellert und Richter, Hamburg 1992, ISBN 3-89234-305-5.
- mit Toma Babovic (Fotos): Auf Schinkels Spuren. Ellert und Richter, Hamburg 1993 (Neuausgabe dort 2002 mit der ISBN 3-8319-0082-5).
- mit Toma Babovic (Fotos): Schönes Bremen. Ellert und Richter, Hamburg 1995, ISBN 3-89234-522-8 (dort mehrere Auflagen, zuletzt 2012 mit der ISBN 978-3-8319-0494-5).
- mit Walter Mayr (Fotos): Schöne Ostseeküste von Flensburg bis Kiel. Ellert und Richter, Hamburg 1996, ISBN 3-89234-628-3.
- mit Toma Babovic (Fotos): Die Ostseeküste von Wismar bis Rostock. Ellert und Richter, Hamburg 1996, ISBN 3-89234-596-1.
- mit Toma Babovic (Fotos): Auf Fritz Reuters Spuren. Ellert und Richter, Hamburg 1998, ISBN 3-89234-812-X.
- mit Anne Rieken (Illustrationen): Malinda, das Regenbogenkuscheltier. Geest-Verlag, Vechta-Langförden 2003, ISBN 3-936389-59-4.
- mit Inge Buck und Wolfgang Schlott: Städtebilder: Bremen – Danzig – Riga. edition lumière, Bremen 2008, ISBN 978-3-934686-62-5.
- Reformer, Demokrat, Schriftsteller – auf Fritz Reuters Spuren. Ellert und Richter, Hamburg 2010, ISBN 978-3-8319-0414-3.
- Carl F. W. Borgward – Unternehmer und Autokonstrukteur. Delius Klasing, Bielefeld 2010, ISBN 978-3-7688-3145-1.
- als Herausgeberin: Für mich ist das so!  Junge Lyrik – Gedichte und Illustrationen aus Bremer Schulen. Donat, Bremen 2011, ISBN 978-3-938275-92-4.
- Der Baumeister des Königs. Auf den Spuren von Karl Friedrich Schinkel. Ellert und Richter, Hamburg 2012, ISBN 978-3-8319-0415-0.
- Flamme der Freiheit. Roman. Knaur, München 2013, ISBN 978-3-426-50877-0.
- „Es muss stimmen“ – die Kostümbildnerin Ingrid Zoré. Edition Linie, Bremen 2016, ISBN 978-3-00-052167-6.